# セルジ・ダルデル
セルジ・ダルデル・モル（Sergi Darder Moll  ,  1993年12月22日 - ）は、スペイン・バレアレス諸島州マヨルカ島アルター出身のプロサッカー選手。プリメーラ・ディビシオンのRCDマジョルカに所属している。ポジションはMF。

## 来歴
マヨルカ島のアルター出身。1997年に地元のCEマナコルのカンテラに入団後、2007年にRCDエスパニョールのカンテラに入団。2011-12シーズンにBチームに昇格し、プロデビュー。
2012年7月、マラガCFに移籍し、2012-13シーズンはBチームでプレー。翌2013-14シーズンにトップチームに昇格し、2013年8月14日のバレンシアCF戦でプリメーラ・ディビシオンデビュー。2014年3月31日のレアル・ベティス戦で、決勝点となるプロ初ゴールを決めた。
2015年8月30日、フランス・リーグ・アンのオリンピック・リヨンに移籍。2016年2月28日のパリ・サンジェルマンFC戦では、当時36試合負けなしだったPSGに2-1で下す原動力となり、ゴールも決めた。
2017年9月1日、カンテラ時代を過ごしたRCDエスパニョールに、1年間のローン移籍で加入。加入後レギュラーに定着し、35試合1得点を記録。シーズン終了後の2018年7月5日に正式に完全移籍が決まり、5年契約を締結した。
2023年8月11日、RCDマジョルカに移籍した。

## 代表経歴
プロデビュー前の2010年に、U-17のスペイン代表に招集され、7試合に出場。U-21代表に招集された2014年までに計12試合にユース代表に出場した。